# МВВ (футбольний клуб)
«МВВ Маастрихт» (нід. Maatschappelijke Voetbal Vereniging Maastricht / MVV Maastricht, нід. вимова: [ˌɛɱveːˈveː maːˈstrɪxt]) або просто «МВВ» — професійний нідерландський футбольний клуб з міста Маастрихт, заснований 2 квітня 1902 року. Грає в Еерстедивізі, другому за рівнем дивізіоні країни.
Оскільки логотип клубу створений на основі гербу міста у вигляді озброєного ангела, який тримає червоний щит з білою зіркою, команду прозвали «де Стеррендрагерс» («Носії зірок»), а на місцевому діалекті — «Us MVV'ke» («наш маленький МВВ»). З 2011 року виступає під сучасною назвою.

## Історія

### Ранні роки (1902—1946)
У 1902 році в закладі на знаменитій площі Врітгоф заснували футбольну команду Маастрихта. Початкова назва — ФК «Маастрихт» — протягом перших років в історії клубу часто змінювалася. У 1908 році клуб отримав назву МВВ, під якою виступав протягом травалого періоду часу. З 1902 року й по 1976 рік МВВ постійно грав у найвищих нідерландських лігах. Періоди високих результатів змінювались періодами невдач. У сезоні 1926/27 років не вдалося виграти чемпіонат Нідерландів, програвши вирішальний матч проти «Енсгеде». У 1932 році знову посіли друге місце, поступившись чемпіонством ПСВ. Сезони 1935/36, 1938/39 та 1945/46 також були успішними, двічі ставали срібними призерами. У сезоні 1946/47 років команда навіть виграла свою групу і мала взяти участь у групі чемпіонів. Ця група складалася з чотирьох чемпіонів від кожного регіону. Як і в 1927 році, МВВ не отримав успіху й фінішував останнім.
У цей період деякі гравці МВВ викликалися до збірної Нідерландів. Видатне досягнення, враховуючи той факт, що ФФН переважно відбирала гравців із команд Рандстаду, Бер Фелікс, Сьо Сунс та Джеу ван Бун викликані до національної збірної.

### Післявоєнний період в історії МВВ (1952–1969)
1952 рік став важливим для команди. МВВ відсвяткував своє 50-річчя, і заклик створити професіональний футбол у Нідерландах став гучнішим. У сезоні 1954/55 років аматорська КНВБ та професіональна НБВБ, підтримані нещодавно заснованими професіональними командами, відкинули свої розбіжності й утворили напівпрофесіональну лігу. У новому змаганні (Ередивізі) повинні були взяти участь по дев’ять найкращих команд чемпіонатів НБВБ та КНВБ. МВВ вийшов на третє місце й отримав можливість стартувати в новій лізі.
Протягом 1950-х та 1960-х років МВВ провів декілька хороших сезонів, і Фонс ван Віссен, Гіль Гаенен та Жерар Берггольц викликали до національної збірної. У 1957 році стадіон «Бошпурт» розширили до 18 000 місць через збільшення популярності футболу в місті. У 1961 році клуб переїхав на новий стадіон «Де Геуссельт». Популярність клубу призвела до того, що в сезоні 1969 року стадіон відвідало загалом 100 000 вболівальників. У 1963 році комітет прихильників клубу подарував 14 золотих зірок, які символізували кількість сезонів за останні 50 років у найвищих дивізіонах. З тих пір команда іноді носила імітації золотих зірок замість білої зірки з герба міста Маастрихт. Шістдесяті роки були періодом слави та боротьби за збереження місця у вищому дивізіоні без численних досягнень.

### Золоті роки (1970–1974)
Результати змінилися, коли МВВ придбав молодого гравця у сусідньої команди третього дивізіону «Шевремонт». Віллі Брокамп залишив незабутнє враження, завдяки чому у 18-річному віці дебютував в Ередівізі. На початку 1970-х років допомогав команді займати найвищі місця в національному чемпіонаті, а в 1973 році став найкращим бомбардиром Ередівізі та визнаний найкращим футболістом чемпіонату. Можливо, саме у вище вказаний період команда демонструвала свій найкращий футбол. За 11 сезонів, проведених у МВВ, Віллі Брокамп відзначився 141 голом. Також за період виступів у команді зіграв 6 матчів (та відзначився 6-ма голами) у національній збірній. Через конфлікт з керівництвом клубу, яке звинувачувало футболіста в непрофесіональному ставленні до футболу та емоційній нестабільності, перейшов до «Аякса».
Його колишній одноклубник, а зараз телеаналітик Йоган Дерксен сказав про нього наступне: «Він ніколи не робив розминки, тому що тоді втомився б до початку матчу. У матчі проти «Ексельсіора» натягнув сорочку на голову і більше не брав участі в поєдинку, бо йому було соромно за гру команди. У той час вони їхали міжміським поїздом, коли грали на виїзді. Коли він проспав, начальник станції затримав поїзд і чекав прибуття Брокампа».

### Роки гойдалок (1974–2010)
У 1976 році МВВ потрапив до другого дивізіону (Еерстедивізі). Провальний сезон без Брокампа, який у 1974 році перейшов до «Аяксу», призвів до першого пониження в класі в історії клубу. Перший рік у другому дивізіоні закінчився третім місцем, й команда не змогла повернутися до еліти нідерландського футболу. Наступного року МВВ фінішував другим та виграв плей-оф за підвищення/пониження в класі. У 1980 році команда обіграла з рахунком 6:3 «Аякс». Ця поразка й стала найкрупнішою для амстердамського клубу на старому стадіоні Де Мер. Після декількох сезонів у статусі середняка чемпіонату, а в 1982 році знову понизився в класі.
У 1984 році команда знову виграла Еерстедивізі, але вже в 1986 році знову повернулася до другого дивізіону. У 1988 році МВВ знову виборов путівку до Ередивізі. Цього разу команді вдалося уникнути вильотуй залишався у вищому дивізіоні до 1995 року. У цей період нападники Ціс Шапендонк та Ерік Мейер виступали в матчі за національну збірну, а захисник Ерік Геретс викликаний до збірної Бельгії. У сезонах 1991/92 та 1992/93 років команда посідала сьоме місце протягом двох сезонів поспіль, майже досягнувши єврокубкової зони. У 1992 році КНВБ визнала МВВ командою року, здебільшого завдяки атакувальному стилю гри, який сповідував головний тренер Сефом Вергуссеном.
Незважаючи на це, сезон 1995 року закінчився черговим вильотом. Команді знову знадобилося два роки, щоб повернутися до елітного дивізіону чемпіонату Нідерландів. Молода й талановита команда на чолі з тренером і колишнім воротарем МВВ Франсом Кервером знову виграв другий дивізіон у 1997 році. Однак у 2000 році клуб вп’яте вилетів, через що відсвяткувати своє 100-річчя довелося у другому дивізіоні. Порушивши традицію підвищення в класі по завершенні двох сезонів, МВВ навіть вийшов на 18 місце у сезоні 2004 року. Найневдаліший сезон в історії клубу.
У 2008 році було запропоновано об'єднати лімбурзькі клуби МВВ, «Рода» (Керкраде), «ВВВ-Венло» та «Фортуна» (Сіттард) для створення нового клубу під назвою ФК «Лімбург». Однак об'єднання було скасовано після того, як провінція Лімбург відмовила в підтримці проекту.

### Новий початок (2010—наш час)
Після багатьох років фінансових труднощів, на початку сезону 2011/12 років КНВБ класифікував МВВ як «фінансово здоровий» (категорія 3). Цей випадок став унікальним, оскільки ніколи раніше клуб із категорії 1 («недостатній») не переводився безпосередньо до категорії 3 у списку станів фінансового здоров’я клубів. В оцінці KNVB 2018 року «МВВ Маастріхт» потрапив до категорії 2 («достатній»).
На початку сезону 2010/11 років клуб змінив свою назву з «Маастрихтська футбольна асоціація» на «Соціальний футбольний клуб Маастрихт», а також змінився логотип та форма правління клубу. КНВБ наклав санкції на клуб через фінансові проблеми в 2010 році, а це означало, що клуб повинен був розпочати чемпіонат з показником у мінус вісім балів. Проте вони фінішували на 10-му місці, вище очікувань. МВВ знову брав участь у плей-оф за підвищення у класі в сезонах 2011, 2012 та 2012/13 років, але клуб опинився в першому раунді три роки поспіль через поразки від «Волендаму», «Камбуру» та знову «Волендаму» відповідно.
На чолі з головним тренером Рене Тростом, який працював у своєму третьому та останньому сезоні в Маастрихті, клуб змагався за чемпіонства з самого початку сезону 2012/13 років. МВВ відразу ж став чемпіоном у першому ж раунді, потім став осіннім чемпіоном, а також зберігав чемпіонські амбіції у значній частині другої половини сезону. Однак через банкрутство АГОВВ та «Вендам», згідно з правилами КНВБ, результати, зіграні проти вище вказаних клубів, скасували. МВВ тричі грав проти вище вказаних клубів і тричі перемагав, тобто з команди повинні були зняти дев'ять очок. Зрештою МВВ фінішував на 5-му місці, поступившись майбутньому чемпіону «Камбуру» 9-ма очками.
У сезонах 2015/16 та 2016/17 років команда потрапляла до плей-оф за право підвищитися в класі. У першому раунді плей-оф 2015/16 маастрихтський клуб обіграв «волендам», але в другому — поступився «Де Графсхапу». У плей-оф 2016–17 МВВ зумів дійти до фіналу фінал. На свому шляху МВВ обіграв «Камбур». У вирішальних матчах плей-оф маастрихтці поступилися «Роді» (Керкраде), яка, таким чином, зберігла своє місце в Ередивізі. Перший матч ознаменувався непокорою та заворенням з боку фанатів, а тому призупинявся на 30 хвилин.

## Підтримка та принципові протистояння
MVV завжди славився у Нідерландах відданими вболівальниками. У вісімдесятих і на початку дев'яностих МВВ мав горезвісну фанатську групу під назвою «Ангельська сторона». Назва, обрана через міського герба Маастрихта, на якому зображений ангел, стала сумно відомою тим, що не раз викликала неприємні ситуації та заворушення по всій країні. Сьогодні група все ще існує, але ослаблена антихуліганським законодавством та поганими результатами команди.
Драматичне спортивне та фінансове становище команди призвело до серйозних неприємностей. У 2003 році, коли фанати зібралися навколо ратуші, щоб послухати дебати щодо муніципальної оренди МВВ, розпочалися заворушення. Мер Лерса вирішив, що місто Маастрихт більше не повинно фінансово підтримувати МВВ, і до банкрутства залишалися лічені хвилини. Цеглу та пляшки кидали у ратушу, а групи людей намагалися прорватися до будівлі. Під час спроби покинути ратушу на олдерменів, членів міської ради та поліцейський спецназ здійснили напад. Це також спровокувало масовий забіг вболівальників на футбольну поле в останньому матчі сезону.
Протягом багатьох років вболівальники також активно протестували проти злиття з принциповими суперниками «Рода» (Керкраде) та «Фортуна» (Сіттард). Це призвело до чергового вторгнення та загрози життю директорам вище вказаних клубів.
Окрім суперництва з «Родою» та «Фортуною», принциповими суперниками для МВВ ж також з «Гелмонд Спорт», «ВВВ-Венло» та «Неймеген». Матчі «Рода»-МВВ вважається головним дербі у нідерландській провінції Лімбург для фанатських клуб обох клубів, незважаючи на тривалий період, коли на початку третього тисячоліття обидві команди не грали між собою, але при цьому регулярно й жорстоко їх вболівальники протистояли між собою, а гравці, які переходили з одного клубу до іншого, отримували погрози про смерть. «Рода» розглядається вболівальниками «Маастрихту» як пропагандисти німецької та лімбургської ідентичності, з німецькими прапорами, присутніми на логотипі клубу в Керкраде та гімн Лімбурга, який звучить на кожному домашньому матчі. Маастрихт, з іншого боку, відомий своєю виразною латинськістю, бургундською ідентичністю порівняно з рештою провінції.

## Власність та фінанси
Певний період часу МВВ мав репутацію добре оплачуваної команди, де старші гравці та колишні зірки могли завершити свою кар'єру за хорошу матеріальну винагороду. У 1946 році клуб навіть намагався заманити в Маастрихт легендарного нападника Фааса Вілкеса. Вони запропонували сімейній транспортній корпорації Вілкса дві вантажівки Бедфорд для нього та його брата Ліна. Вони обидва погодилися. Але в той час, коли футбол у Нідерландах існував лише на аматорських засадах, КНВБ виявив цю операцію й погрожував забороною Вілксу тривалою дискваліфікацією. Отже, Фаас Вілкс та його брат залишились зі своєю командою Ксеркс у Роттердамі. Через декілька років він переїхав до «Інтернаціонале», щоб стати одним з перших професіональних футболістів з Нідерландів. КНВБ дискваліфікував його майже на п'ять років.
У 1983 році за правління депутата від ВВД Макса Тріпелса клуб потрапив у фінансову прірву. Борг становив 4,5 мільйони гульденів. Тріпелс попросив мільярдера кінного та будівельного мільярдера Леона Мельхіора реорганізувати фінанси. У співпраці з іншими, Мельхіор розпочав проект нового стадіону, і в 1986 році муніципальне уряд передав стадіон Де Гюссельт МВВ. Також вони надали клубу для побудови стадіону 3,7 мільйони гульденів. Але коли Мельхіор почав будувати амбітні плани та планував інвестувати значні кошти в клуб, його витіснила мережа старих власників, які тривалий період часу керували MVV. Старий стадіон був відремонтували, але новий так і не з’явився.
У 1993 році команду підкосив ще одним удар. ФІОД (Фіскальна поліція) здійснила рейди в офіси МВВ та заарештувала президента Карла Дітріха, директора Рона Вейцена та колишнього президента Берта Лібена. Причиною арештів стали свідчення колишнього фінансового адміністратора Марселя Кьонена, який був заарештований за крадіжку з банківських рахунків МВВ. Керівництво звинуватили у хабарі, податкових махінаціях та підробці. Дітріх зізнався, що після матчу проводились переговори щодо підкупу «Утрехта», а ФІОД виявив цікавий потік коштів, але звинувачення було знято, оскільки не вдалося зібрати достатньої кількості доказів. Позови про підробку та податкове шахрайство вистояли, й Дітріх отримав покарання.
У 2001 році, напередодні святкування 100-річчям у 2002 році, клуб зазнав чергового удару. Фінансове становище погіршувалося, а до банкрутства залишалося декілька кроків. Знову постало питання: чи зможе МВВ відсвяткувати свій 100-річний ювілей? Менеджмент клубу виршив звернутися за допомогою до муніципального уряду. За допомогою таких аргументів, як «банкрутство каналу Sport7 спричинило погане фінансове становище», «МВВ дуже важливий для жителів Маастрихта» тощо, вони змогли переконати мера Гоубена та олдерменів. Зрештою, їм вдалося зберегти клуб функціонуюючим у 2002 році. МВВ мав борг у розмірі 1,5 мільйона євро, й останнє рішення — знову звернутися до муніципального уряду, вдруге лише за пару років. Але цього разу, у квітні 2003 року, вони відмовили. За словами новопризначеного мера Лерса, «місто не могло надати МВВ ще одну позику, оскільки громадяни не погодилося з цим». Однак тисячі людей зібралися навколо ратуші на знак протесту проти намірів муніципальної влади. Пізніше, саме вчасно, мільярдер Леон Мельхіор знову врятував клуб, виплативши його борги. На даний час клуб реорганізував свої фінансові витрати й будується на надійній фінансовій основі.

## Стадіон
У перші дні МВВ часто змінював домашнє поле, починаючи з товариських матчів на площі Фрійтгоф. Вони переїхали на велосипедну доріжку на краю міста, перш ніж нарешті створили власний майданчик у місці Бошпурт. Стадіон отримав аналогічну назву. Стверджується, що перші гравці МВВ самі виконали підготовчі роботи, щоб створити поле для гри. Пізніше будували стенди, вдосконалювали та збільшували протягом різних періодів часу.
У січні 1962 року вони переїхали на свій нинішній стадіон в місцевості Гейссельт. Як і попередньому випадку, назва місцевості стала назвою стадіону. «Де Гейссельт» перебудовувався декілька разів. Під час першої великої реконструкції легкоатлетичну доріжку розібрали, висота поля повернута на 90 градусів, а нещодавно побудовані трибуни, призначені лише для сидінь, зменшили місткість стадіону. У новому тисячолітті відкриті кути стадіону були закриті, а остання трибуна зі стоячими місцями була замінена на трибуну, яка містила лише сидіння. На даний час стадіон вміщує приблизно 10 000 глядачів.

## Досягнення
- Еерстедивізі
  -  Чемпіон (2): 1984, 1997
- Вихід до Ередивізі (2): 1978, 1988
- Кубок Інтертото
  -  Володар (1): 1970

### Результати
Нижче наведена таблиця з результатами виступів МВВ у національних змаганнях з моменту запровадження професіонального футболу в 1956 році.
| Виступи в національних змаганнях з 1956 року | Виступи в національних змаганнях з 1956 року | Виступи в національних змаганнях з 1956 року    | Виступи в національних змаганнях з 1956 року | Виступи в національних змаганнях з 1956 року |
| Національний чемпіонат                       | Результати в чемпіонаті                      | Кваліфікація до                                 | Кубок Нідерландів сезон                      | Результати в кубку                           |
| -------------------------------------------- | -------------------------------------------- | ----------------------------------------------- | -------------------------------------------- | -------------------------------------------- |
| Еерстедивізі 2017/18                         | 10-те                                        | півдвищення/вибування плей-оф: без підвищення   | 2017–18                                      | перший раунд                                 |
| Еерстедивізі 2016/17                         | 7-ме                                         | півдвищення/вибування в плей-оф: без підвищення | 2016–17                                      | перший раунд                                 |
| Еерстедивізі 2015/16                         | 10-те                                        | –                                               | 2015–16                                      | другий раунд                                 |
| Еерстедивізі 2014/15                         | 11-те                                        | –                                               | 2014–15                                      | третій раунд                                 |
| Еерстедивізі 2013/14                         | 11-те                                        | –                                               | 2013–14                                      | другий раунд                                 |
| Еерстедивізі 2012/13                         | 5-те                                         | підвищення/вибування плей-оф: без підвищення    | 2012–13                                      | другий раунд                                 |
| Еерстедивізі 2011/12                         | 8-ме                                         | підвищення/вибування плей-оф: без підвищення    | 2011–12                                      | третій раунд                                 |
| Еерстедивізі 2010/11                         | 10-те                                        | підвищення/вибування плей-оф: без підвищення    | 2010–11                                      | третій раунд                                 |
| Еерстедивізі 2009/10                         | 10-те                                        | –                                               | 2009–10                                      | перший раунд                                 |
| Еерстедивізі 2008/09                         | 6-те                                         | підвищення/вибування плей-оф: без підвищення    | 2008–09                                      | другий раунд                                 |
| Еерстедивізі 2007/08                         | 5-те                                         | підвищення/вибування плей-оф: без підвищення    | 2007–08                                      | третій раунд                                 |
| Еерстедивізі 2006/07                         | 13-те                                        | –                                               | 2006–07                                      | 1/8 фіналу                                   |
| Еерстедивізі 2005/06                         | 13-те                                        | –                                               | 2005–06                                      | 1/4 фіналу                                   |
| Еерстедивізі 2004/05                         | 14-те                                        | –                                               | 2004–05                                      | перший раунд                                 |
| Еерстедивізі 2003/04                         | 18-те                                        | –                                               | 2003–04                                      | другий раунд                                 |
| Еерстедивізі 2002/03                         | 16-те                                        | –                                               | 2002–03                                      | третій раунд                                 |
| Еерстедивізі 2001/02                         | 14-те                                        | –                                               | 2001–02                                      | груповий етап                                |
| Еерстедивізі 2000/01                         | 13-те                                        | –                                               | 2000–01                                      | третій раунд                                 |
| Ередивізі 1999/2000                          | 16-те                                        | Еерстедивізі (поразка підв./вибув. плей-оф)     | 1999/2000                                    | другий раунд                                 |
| Ередивізі 1998/99                            | 14-те                                        | –                                               | 1998/99                                      | другий раунд                                 |
| Ередивізі 1997/98                            | 15-те                                        | –                                               | 1997/98                                      | другий раунд                                 |
| Еерстедивізі 1996/97                         | 1-ше                                         | Ередивізі (півдвищення)                         | 1996/97                                      | груповий етап                                |
| Еерстедивізі 1995/96                         | 11-те                                        | –                                               | 1995/96                                      | 1/4 фіналу                                   |
| Ередивізі 1994/95                            | 16-те                                        | Еерстедивізі (поразка в підв./вибув. плей-оф)   | 1994/95                                      | другий раунд                                 |
| Ередивізі 1993/94                            | 10-те                                        | –                                               | 1993/94                                      | 1/8 фіналу                                   |
| Ередивізі 1992/93                            | 7-ме                                         | –                                               | 1992–93                                      | 1/8 фіналу                                   |
| Ередивізі 1991/92                            | 7-ме                                         | –                                               | 1991/92                                      | третій раунд                                 |
| Ередивізі 1990/91                            | 15-те                                        | –                                               | 1990–91                                      | другий раунд                                 |
| Ередивізі 1989/90                            | 15-те                                        | –                                               | 1989/90                                      | другий раунд                                 |
| Ередивізі 1988/89                            | 14-те                                        | –                                               | 1988/89                                      | другий раунд                                 |
| Еерстедивізі 1987/88                         | 3-тє                                         | Ередивізі (переможець чемпіонського плей-оф)    | 1987–88                                      | другий раунд                                 |
| Еерстедивізі 1986/87                         | 5-те                                         | –                                               | 1986–87                                      | другий раунд                                 |
| Ередивізі 1985/86                            | 16-те                                        | Еерстедивізі (вибування)                        | 1985–86                                      | перший раунд                                 |
| Ередивізі 1984/85                            | 14-те                                        | –                                               | 1984–85                                      | 1/4 фіналу                                   |
| Еерстедивізі 1983/84                         | 1-ше                                         | Ередивізі (півдвищення)                         | 1983–84                                      | другий раунд                                 |
| Еерстедивізі 1982/83                         | 4-те                                         | плей-оф підвищення: без підвищення              | 1982–83                                      | перший раунд                                 |
| Еерстедивізі 1981/82                         | 16-те                                        | Еерстедивізі (вибування)                        | 1981–82                                      | 1/8 фіналу                                   |
| Ередивізі 1980/81                            | 8-ме                                         | –                                               | 1980–81                                      | 1/8 фіналу                                   |
| Ередивізі 1979/80                            | 11-те                                        | –                                               | 1979–80                                      | другий раунд                                 |
| Ередивізі 1978/79                            | 11-те                                        | –                                               | 1978/79                                      | другий раунд                                 |
| Еерстедивізі 1977/78                         | 2-ге                                         | Ередивізі (переможці плей-оф за підвищення)     | 1977–78                                      | перший раунд                                 |
| Еерстедивізі 1976/77                         | 3-тє                                         | турнір за підвищення: без підвищення            | 1976–77                                      | 1/4 фіналу                                   |
| Ередивізі 1975/76                            | 17-те                                        | Еерстедивізі (вибування)                        | 1975/76                                      | другий раунд                                 |
| Ередивізі 1974/75                            | 11-те                                        | –                                               | 1974/75                                      | другий раунд                                 |
| Ередивізі 1973/74                            | 11-те                                        | –                                               | 1973–74                                      | другий раунд                                 |
| Ередивізі 1972/73                            | 7-ме                                         | –                                               | 1972–73                                      | другий раунд                                 |
| Ередивізі 1971/72                            | 10-те                                        | –                                               | 1971/72                                      | 1/8 фіналу                                   |
| Ередивізі 1970/71                            | 13-те                                        | –                                               | 1970/71                                      | другий раунд                                 |
| Ередивізі 1969/70                            | 8-ме                                         | –                                               | 1969/70                                      | 1/8 фіналу                                   |
| Ередивізі 1968/69                            | 13-те                                        | –                                               | 1968/69                                      | другий раунд                                 |
| Ередивізі 1967/68                            | 13-те                                        | –                                               | 1967/68                                      | 1/8 фіналу                                   |
| Ередивізі 1966/67                            | 11-те                                        | –                                               | 1966/67                                      | 1/8 фіналу                                   |
| Ередивізі 1965/66                            | 15-те                                        | –                                               | 1965/66                                      | 1/8 фіналу                                   |
| Ередивізі 1964/65                            | 8-ме                                         | –                                               | 1964/65                                      | перший раунд                                 |
| Ередивізі 1963/64                            | 11-те                                        | –                                               | 1963/64                                      | перший раунд                                 |
| Ередивізі 1962/63                            | 9-те                                         | –                                               | 1962/63                                      | 1/4 фіналу                                   |
| Ередивізі 1961/62                            | 6-те                                         | –                                               | 1961/62                                      | ?                                            |
| Ередивізі 1960/61                            | 14-те                                        | –                                               | 1960/61                                      | ?                                            |
| Ередивізі 1959/60                            | 13-те                                        | –                                               | не відбувся                                  | не відбувся                                  |
| Ередивізі 1958/59                            | 8-ме                                         | –                                               | 1958/59                                      | ?                                            |
| Ередивізі 1957/58                            | 5-те                                         | –                                               | 1957/58                                      | ?                                            |
| Ередивізі 1956/57                            | 4-те                                         | –                                               | 1956/57                                      | ?                                            |

## Відомі гравці
- Вілфред Баума
- Ерні Брандтс
- Віллі Брокамп
- Гобі Вергулст
- Віллі ван дер Кейлен
- Денні Ландзат
- Ерік ван дер Лейр
- Браян Лінссен
- Геррі Мюрен
- Дік Наннінга
- Ко Прінс
- Берт ван Марвейк
- Луїш Педру
- Річард Гастінгс
- Ерік Геретс
- Тосін Досунму
- Енес Махмутович
- Кеннет Перес
- Луїс Фірміно
- Марвін Огунжимі

## Відомі тренери
| - Білл Джуліан (1932–34) - Віктор Гавлічек (1948–56) - Фрідріх Доненфельд (1966–68) - Георг Кнобел (1969–73) - Маартен Вінк (1973) - Лео Каньєльс (1973–75) - Андре Маас (1975–76) - Георг Кнобел (1976–78) - Лео Стігман (1978–81) - Кор ван дер Гарт (1980–81) - Фрідель Рауш (1982–83) - Джо Бонфрере (1983) - Клеменс Вестергоф (1983–84) | - Баррі Г'юз (1984–85) - Джо Бонфрере (1985) - Кор Бром (1985) - Пім ван де Мінт (1985–86) - Франс Кервер (1986–89) - Сеф Вергуссен (1989–95) - Ян Рекер (1995–95) - Фран Кервер (1995–98) - Вім Куверманс (1998–2000) - Роджер Рейнерс (2000–02) - Рон Елсен (2002–03) (в.о.) - Ян ван Дейнсен (2003–04) - Роб Делагає (2004) (в.о.) | - Андрес Йонкер (2004–06) - Бррі Кулгоф (2006–07) - Рон Елсен (2007) (в.о.) - Роб Делагає (2007) (в.о.) - Роберт Мааскант (2007–08) - Фуат Чапа (2008–10) - Пауль Моленберг (2010) (в.о.) - Рон Елсен (2010) (в.о.) - Рене Трост (2010–13) - Тіні Рюйс (2013) - Едвін Германс / Рон Елсен (2013–14) - Рон Елсен (2014–19) | - Фуат Уста (2019–20) - Даріє Калежич (2020–теп. час) |